# اللغة السوتية الشمالية
لغة السوتو الشمالية هي لغة تنتمي إلى مجموعة لغات سوتو-تسوانا [الإنجليزية]
 يتم التحدث بها في المقاطعات الشمالية الشرقية من جنوب إفريقيا.
وفقًا للتعداد الوطني لجنوب إفريقيا لعام 2011، فهي اللغة الأم لأكثر من 4.6 مليون شخص (9.1٪)، مما يجعلها اللغة الخامسة الأكثر استخدامًا في جنوب إفريقيا. يتم التحدث بلغة سوثو الشمالية بشكل أكثر شيوعًا في مقاطعات مبومالانجا وجوتنج وليمبوبو.